# Herman Spies von Büllesheim

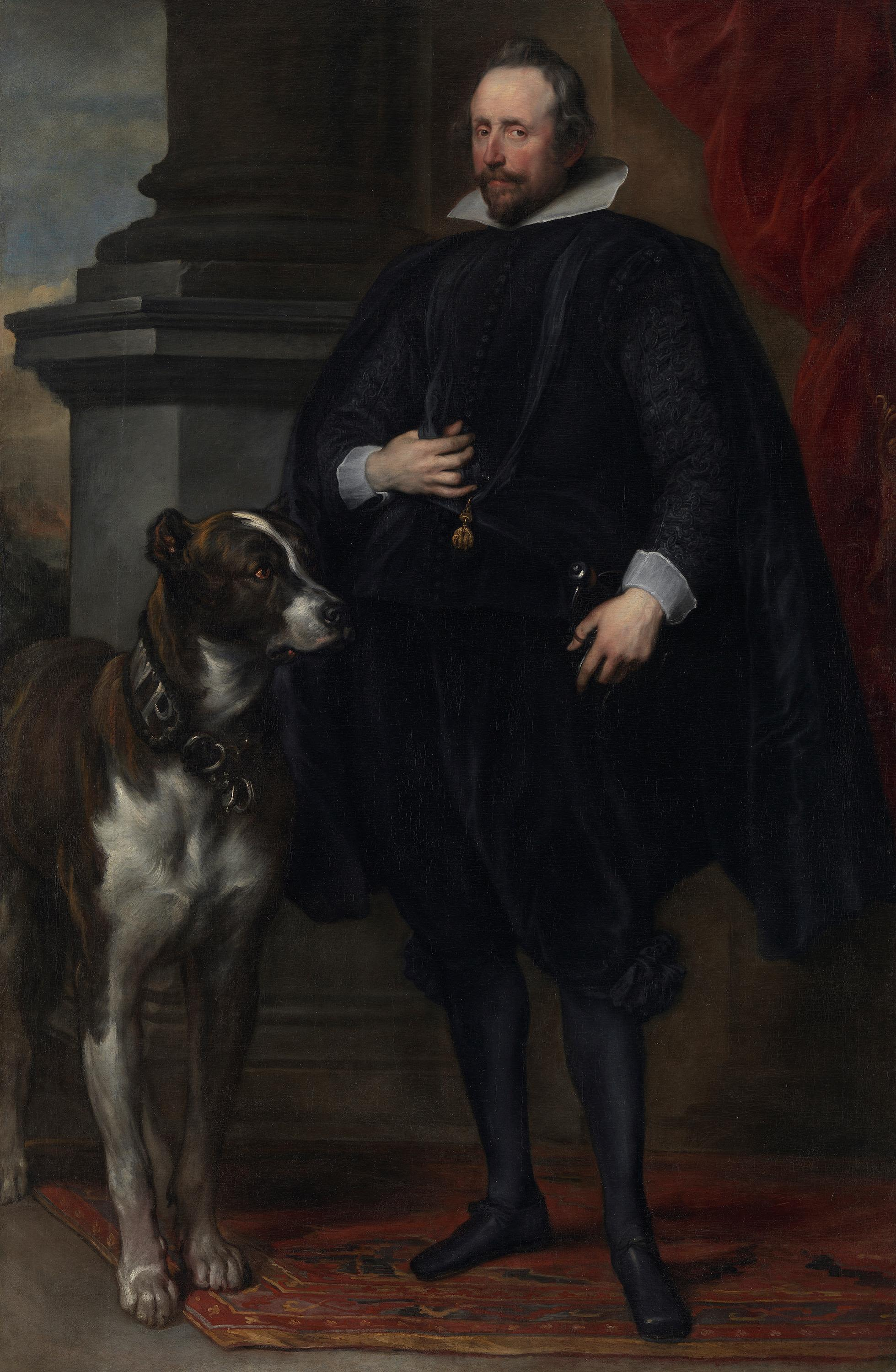
Anthony van Dyck (1599-1641), Wolfgang Wilhelm, vorst van Palts-Neuberg, hertog van Gulik en Berg, ± 1629

Herman Spies von Büllesheim (Voor 1584 - Heinsberg, 12 juli 1650), was een Guliks edelman, kapitein der infanterie in dienst van Wolfgang Willem van Palts-Neuburg, paltsgraaf van Palts-Neuburg en hertog van Gulik en Berg. Later diende Spies voor hem als kamerheer, stadhouder en ambtman te Heinsberg.

## Familie
Spies was lid van het geslacht Spies von Büllesheim en een zoon van Willem Spies von Büllesheim, heer van Mozenborn en Schimper, erfschenker van de hertog van Gulik, Guliks raad en ambtman van de ambten Eschweiler en Wilhelmstein en Catharina von Thülen.
Hij trouwde op 14 februari 1619 met Catharina van Rechteren (1594-1666), dochter van Zeger van Rechteren, heer van Rechteren en de Bredenhorst en Margaretha van Münster, vrouwe van Harssevoort.
De broer van Catharina, Johan van Rechteren, maakte aanspraak op de opvolging van zijn kinderloze oudtante Agnes van Westerholt, vrouwe van Almelo. Zij bestuurde, na het overlijden van haar man Hendrik van Rechteren, sinds 1567 de heerlijkheid. Rond de opvolging was een heuse strijd uitgebroken tussen de Van Westerholts en de Van Rechterens, die uiteindelijk door in 1619 door de Van Rechterens werd gewonnen.

### Nageslacht
Uit het huwelijk werden de volgende kinderen geboren:
- Margaretha Mechteld Spies von Büllesheim († na 1685); trouwde met Stephan de Geloes, heer van Lobosch en Elmpt
- Franz Wilhelm Spies von Büllesheim, heer van Schimperen, Dückenburg en Elbroich (1625-±1685); trouwde met Mechteld Elizabeth von Etzbach zur Dückenburg († na 1695)
- Philips Jacob Spies von Büllesheim (1628-1633), te Heinsberg gestorven op 25 juli 1633 en aldaar in de kerk begraven met acht kwartieren
- Johan Zeger Spies von Büllesheim (1630-1683), geboren te Heinsberg in december 1630, ridder in de Ridderlijke Duitse Orde, Balije Alden Biesen waar hij met acht kwartieren werd opgezworen en zijn ridderslag kreeg op 5 januari 1654. Hij werd commandeur van St. Gilles te Aken (1661-1671), stadhouder in 1663, commandeur van Ordingen en Holt (1667-1677) en van Bernissem (1677-1683)[3]
- Catharina Ida Spies von Büllesheim (1632-1694), abdis van het adellijke vrouwenklooster van St. Quirinus te Neuss (1669-?)
- Anna Johanna Spies von Büllesheim (†1694); trouwde Johan Joachim van Reede, heer van Hernen en Saesveld († 1668), zoon van Godert van Reede en Maria van Wijhe, erfvrouwe van Hernen. Samen begraven in de Sint-Plechelmusbasiliek te Oldenzaal met 16 kwartieren
- Philips Joachim Spies von Büllesheim (*1637)
- Clara Francisca Spies von Büllesheim (1641-1685), abdis te Gerresheim (1663-1685)

## Loopbaan
Herman koos, in eerste instantie voor een militaire loopbaan, wat vaak voorkwam bij jongere zonen van de landadel. Belonje lijkt het niet onwaarschijnlijk dat: "jr. Herman Spies de krijgskunde in de Noordelijke Nederlanden geleerd heeft en dat hij in zijn jonge jaren onder prins Maurits van Oranje-Nassau gediend heeft, hoewel zijn naam in de lijsten van officieren niet voorkomt. De geünieerde provinciën vormden destijds de leerschool voor zo menig militair van buitenlandse afkomst en het feit, dat hij een vrouw uit Overijssel getrouwd heeft [in feb 1619, red.], zou een aanwijzing in deze richting kunnen betekenen."
Op 21 september 1617 wordt Spies inmiddels beschreven als kapitein der infanterie in dienst van Wolfgang Willem, Hertog van Palts-Neuburg, Gulik en Berg. Het vorstendom Palts-Neuburg werd ook wel de jonge Palts genoemd Bijna twee jaar later wordt hij in een leenakte beschreven als kapitein van een compagnie Duitse knechten van de Hertog van de Palts.
In 1624 werd Spies benoemd tot ambtman in het ambt Geilenkirchen en tevens tot stadhouder te Heinsberg. Daarnaast werd hij onder de kamerheren van de hertog opgenomen. In 1625 wordt Spies genoemd als ambtman te Heinsberg en in 1628 in een resolutie van de Staten-Generaal als ambtman te Honsberg en krijgt hij toestemming om vijf paarden naar Honsberg te vervoeren. Een jaar later wordt hij genoemd als ambtman van de stadhouder van het Land van Honsberg en wordt hem een sauvegarde aangereikt opdat zijn huizen en heerlijkheden beschermd zullen zijn tegen de overlast van het Staatse leger.
Toen Spies op 12 juli 1650 overleed was hij kamerheer, ambtman en stadhouder te Heinsberg, wederom in dienst van de hertog van Palts-Neuberg.

## Bezit

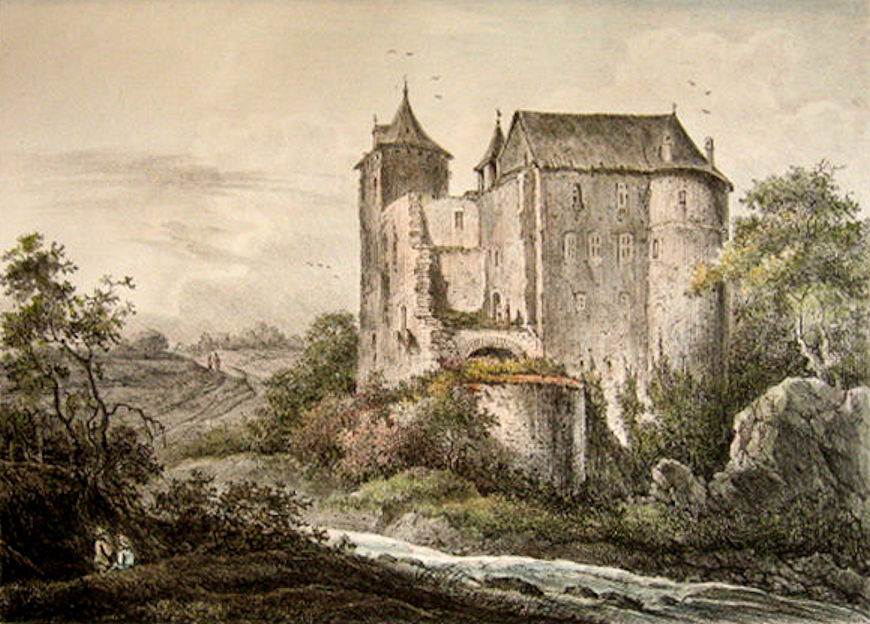
Voormalige burcht Schimper

Op 21 december 1608 wordt Spies in naam van zijn zusters man, Willem van Gertzen genaamd Sintzig, beleend door de abdis van Thorn met het bundige leen de Wyerbergh te Ubach. In 1614 wordt dit goed door de 'Freiherrn von Spies zu Schweinsheim' verkocht aan Peter Plum.

#### Einrade en Schimper
Na een gerechtelijke procedure over de afwikkeling van de nalatenschap van zijn grootmoeder, die duurde van 1580 tot 1616, en nog eens een afwikkeling van jaren vroeg, kwam Herman Spies in het bezit van de grondheerlijkheid Schimper te Moresnet. Hiervoor had hij zijn erfdeel Einrade uit moeten ruilen met de erfgenamen van zijn oom Daniel, en had hij de kinderen van zijn tante Maria voor hen erfdeel uit moeten kopen.
Op 29 juli 1619 werd Herman voor het leenhof van Limburg beleend met "dat alighe hausz leengoet van Schimper gelegen in den Banck van Monsen. te weten huysz ende woninghe, met acht morgen bempdts, daertoe die Geule mette vischerie undt voerts alle gerechticheyt zu denseluen leen gehoirende undt competerende" Op 24 oktober 1625 kreeg hij de laatste portie van Schimper in zijn bezit. Na zijn overlijden in 1650 werd zijn vrouw op 27 augustus 1657 met Schimper beleend. Mogelijk omdat de oudste zoon Frans Willem in het buitenland verbleef toen er aangedrongen werd op verheffing van het leen.

#### Thedinghsweert
Herman kwam door zijn huwelijk met Catharina van Rechteren in het bezit van de rechten op het verwin van een gedeelte de bouwing Thedeninghsweert nadat in 1621 het transport plaats had gevonden van de magescheid (boedeldeling) die Johan van Rechteren heer tot Almelo  overeengekomen was met zijn zuster Catharina, echtgenote van Spies, inzake het testament van hun vader, en dat op 26 februari 1621 bekrachtigd was. Bij de belening van Johan van Brakell in 1657 stond de familie Spies beschreven als bezitter van een achterleen bestaande uit de helft van een kavel van 37 morgen met "huys en Hofstadt".

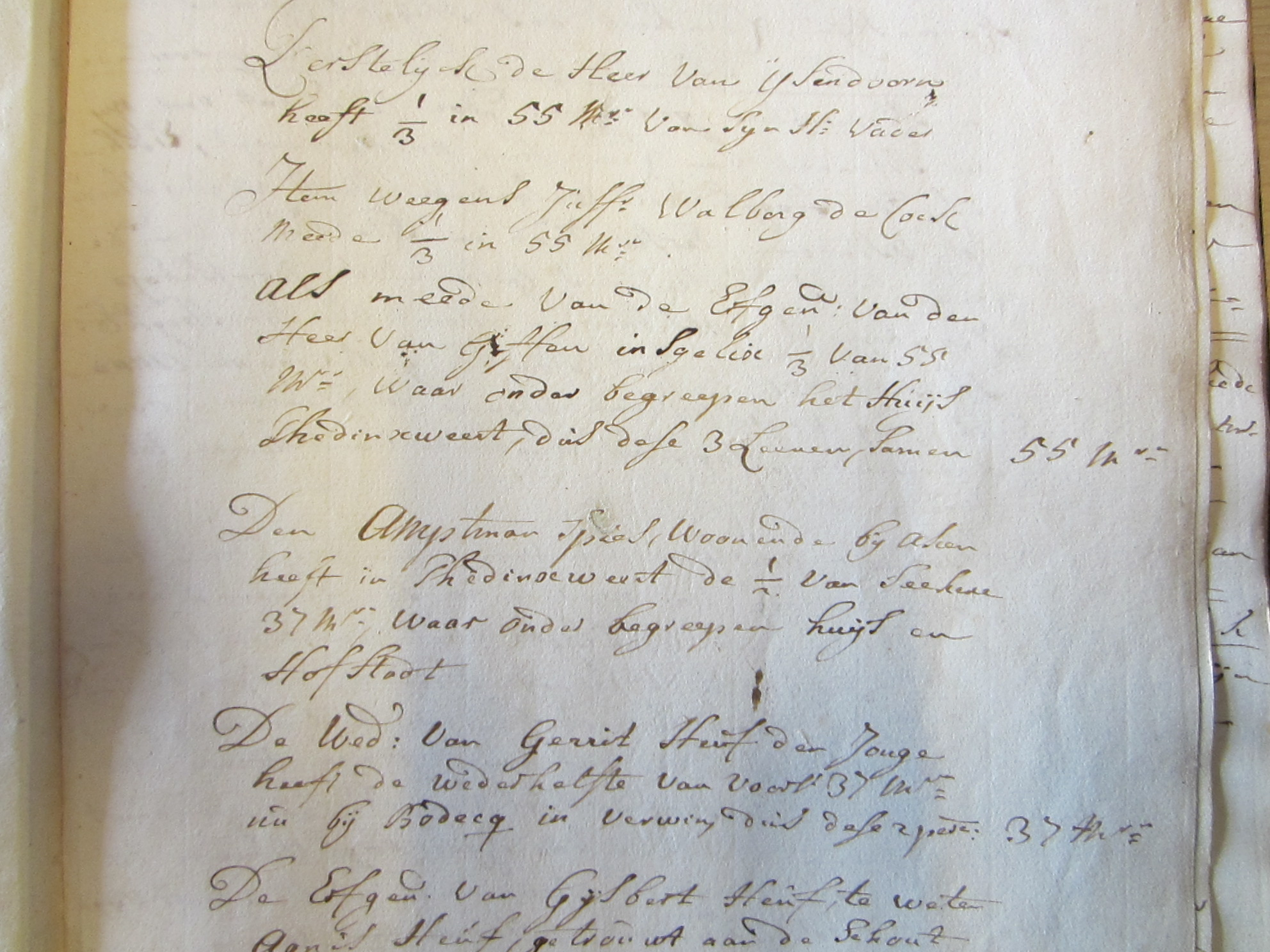
Fol.1 Leenregister Thedingsweert, waar Belonje naar refereerde

Belonje beschrijft dat Catharina van Rechteren de Thedingsweert ten huwelijk aanbracht. Dit betrof volgens hem echter niet de gehele Thedingsweert maar een "van de mankamer van die hof afhankelijk bundig leengoed, uitmakende een stuk akkerland van voortreffelijke hoedanigheid in de nabijheid van de Linge met een flinke woning, die thans onder de naam ,,de Hamsche Bouwing" bekendstaat". Het goed dat vlak bij Tiel gelegen was, is in het bezit van de Van Rechteren's gekomen via het geslacht De Cocq van Opijnen.
In 1657 wordt "den Amptman Spies, woonende bij Aken" beschreven als achterleenman van de helft van een kavel van 37 morgen, bijna 16 hectare, in de Thedingsweert, waaronder begrepen "huijs en Hofstadt".Gezien Herman zelf in 1650 is overleden zal dit betrekking op een van zijn zoons hebben gehad. Het is bekend dat de vrouw van zijn oudste zoon; Mechtild Elisabeth von Spies, geboren Freyin von Etzbach, vrouwe van Schimperen en Duckenburg in 1695 "íhr in der Nieder Betuwen unterm Kirspell Amsät unweith Tiel gelegenns Lehngut Tedings Werth gnant, mit allen seinen habenden Gerechtigkeiten in Haus, Hoff Schuuren, Backhaus, Burgen, Bongardt, Weiden undt Baulandt" aan Willem Frederik van Brakell verkocht.

## Voorouders van Catharina van Rechteren
| Voorouders van Catharina van Rechteren | Voorouders van Catharina van Rechteren | Voorouders van Catharina van Rechteren | Voorouders van Catharina van Rechteren | Voorouders van Catharina van Rechteren | Voorouders van Catharina van Rechteren                         | Voorouders van Catharina van Rechteren                         | Voorouders van Catharina van Rechteren                         | Voorouders van Catharina van Rechteren                         |
| -------------------------------------- | --- | --- | --- | --- | -------------------------------------------------------------- | -------------------------------------------------------------- | -------------------------------------------------------------- | -------------------------------------------------------------- |
| Overgrootouders                        | Adolph van Heeckeren genaamd van Rechteren († voor 10 mei 1520) ∞ Catharina de Cocq van Opijnen (†3 mei 1549)                                                                            | Adolph van Heeckeren genaamd van Rechteren († voor 10 mei 1520) ∞ Catharina de Cocq van Opijnen (†3 mei 1549)                                                                            | Reint van den Clooster heer van den Havixhorst ∞ Anna de Vos van Steenwijk tot Batinge                                                                                                   | Reint van den Clooster heer van den Havixhorst ∞ Anna de Vos van Steenwijk tot Batinge                                                                                                   | von Munster ∞ Van Selbach                                      | von Munster ∞ Van Selbach                                      | von Onsta ∞ Camphuijsen                                        | von Onsta ∞ Camphuijsen                                        |
| Grootouders                            | Johan van Heeckeren genaamd Rechteren († voor 12 mei 1580) Jongere broer van Hendrik († 1567) ∞ Agnes van Westerholt († 1619) ∞ 1. Agnes van den Clooster 2. Hendrka van Keppel († 1606) | Johan van Heeckeren genaamd Rechteren († voor 12 mei 1580) Jongere broer van Hendrik († 1567) ∞ Agnes van Westerholt († 1619) ∞ 1. Agnes van den Clooster 2. Hendrka van Keppel († 1606) | Johan van Heeckeren genaamd Rechteren († voor 12 mei 1580) Jongere broer van Hendrik († 1567) ∞ Agnes van Westerholt († 1619) ∞ 1. Agnes van den Clooster 2. Hendrka van Keppel († 1606) | Johan van Heeckeren genaamd Rechteren († voor 12 mei 1580) Jongere broer van Hendrik († 1567) ∞ Agnes van Westerholt († 1619) ∞ 1. Agnes van den Clooster 2. Hendrka van Keppel († 1606) | Rudolf von Munster heer van Harsevoort ∞ Ida von Onsta         | Rudolf von Munster heer van Harsevoort ∞ Ida von Onsta         | Rudolf von Munster heer van Harsevoort ∞ Ida von Onsta         | Rudolf von Munster heer van Harsevoort ∞ Ida von Onsta         |
| Ouders                                 | Zeger van Rechteren († 1603) ∞ Margaretha van Munster († 1649) | Zeger van Rechteren († 1603) ∞ Margaretha van Munster († 1649) | Zeger van Rechteren († 1603) ∞ Margaretha van Munster († 1649) | Zeger van Rechteren († 1603) ∞ Margaretha van Munster († 1649) | Zeger van Rechteren († 1603) ∞ Margaretha van Munster († 1649) | Zeger van Rechteren († 1603) ∞ Margaretha van Munster († 1649) | Zeger van Rechteren († 1603) ∞ Margaretha van Munster († 1649) | Zeger van Rechteren († 1603) ∞ Margaretha van Munster († 1649) |
| Catharina van Rechteren (1594-1666)    | | | | |                                                                |                                                                |                                                                |                                                                |